# 강멧돼지
강멧돼지(영어: bush pig, 부시피그, 학명: Potamochoerus larvatus)는 멧돼지과에 속하는 우제류의 일종이다. 동아프리카와 남아프리카의 숲과 산림 지대, 갈대밭에서 서식한다. 마다가스카르섬에서 발견되는 개체군은 도입된 것으로 추정하고 있다. 코모로 제도의 마요트에서도 서식한다는 미확인 보고도 있다. 대체로 야행성 동물이다. 여러 종의 아종으로 이루어져 있다.

## 아종
6종의 아종이 알려져 있다.
- 마다가스카르부시피그 (Potamochoerus larvatus larvatus)
- 에드워드부시피그 (Potamochoerus larvatus edwardsi)
- 흰얼굴부시피그 (Potamochoerus larvatus hassama)
- 남방부시피그 (Potamochoerus larvatus koiropotamus)
- 니아사부시피그 (Potamochoerus larvatus nyasae)
- 소말리아부시피그 (Potamochoerus larvatus somaliensis)